# Gustav Wied
Gustav Wied, né à Holmegård (da) (près de Nakskov, sur l'île de Lolland) le 6 mars 1858 et mort le 24 octobre 1914  à Roskilde, est un écrivain danois très populaire et peu traduit en français. 

## Biographie
Baroque, pessimiste et ironique, son œuvre et son style sont l'expression d'un esprit très danois et scandinave. Il faut noter à ce jour une seule traduction en français de l'un de ses deux principaux romans : La Méchanceté de la vie.

## Œuvres traduites en français
- Gustav Wied (trad. du danois par Nils C. Ahl), La Méchanceté de la vie [« Livsens ondskab »], Paris, Ginkgo, coll. « Lettres d'ailleurs », juin 2004, 291 p. (ISBN 2-84679-022-1 et 978-2-84679-022-2, BNF 39920622)

## Œuvres en danois
- Livsens Ondskab, 1899
- Knagsted, 1902
- Fædrene æde Druer, 1908